# 西四南大街
39°55′12″N 116°22′03″E / 39.91997°N 116.36739°E
西四南大街是位于中国北京市西城区东部的一条大街。

## 简介
西四南大街北到西四，与西四北大街、西四东大街、阜成门内大街连接，南到丰盛胡同东口，与西单北大街连接。“西四”是“西四牌楼”的简称，今西四路口旧时立着四座牌楼，与东四牌楼相对。西四南大街北段，因为和西安门大街垂直相交，呈“丁”字形，故中华民国时称“丁字街”。南段称“缸瓦市”，称“缸瓦市大街”。1965年统称“西四南大街”。文化大革命中与西单北大街合并改称“延安路”，后来撤回复名“西四南大街”。 1981年，将天福大院并入。
西四南大街北端为西四商业区，南端连接西单商业区，所以该大街有许多商铺。